# Hrabstwo Baldwin (Alabama)

Piramida wieku hrabstwa

Hrabstwo Baldwin – hrabstwo w Stanach Zjednoczonych, w stanie Alabama, położone nad Zatoką Meksykańską, na wschodnim brzegu zatoki Mobile, założone 21 grudnia 1809. W 2002 roku zamieszkiwało je 165 671 osób. Jego siedzibą jest miasto Bay Minette. Nazwa hrabstwa pochodzi od nazwiska amerykańskiego polityka, ojca-założyciela Stanów Zjednoczonych, Abrahama Baldwina.

## Geografia
Według danych Amerykańskiego Biura Spisów Ludności, hrabstwo zajmuje powierzchnię 5250 km², z czego 4134 km² stanowią lądy, a 1116 km² (21,24%) wody.

## Sąsiednie hrabstwa
- Hrabstwo Monroe – północny wschód
- Hrabstwo Escambia (Floryda) – wschód
- Hrabstwo Escambia (Alabama) – wschód
- Hrabstwo Mobile – zachód
- Hrabstwo Washington – północny zachód
- Hrabstwo Clarke – północny zachód

## Miasta
- Bay Minette
- Daphne
- Fairhope
- Foley
- Gulf Shores
- Magnolia Springs
- Orange Beach
- Perdido Beach
- Robertsdale
- Spanish Fort
- Elberta
- Loxley
- Silverhill
- Summerdale

## CDP
- Point Clear

## Główne autostrady
- Międzystanowa nr 10
- Międzystanowa nr 65
- U.S. Highway 31
- U.S. Highway 90
- U.S. Highway 98
- State Route 59
- State Route 104
- State Route 180
- State Route 182

## Demografia
Według spisu z roku 2002, hrabstwo zamieszkuje 161 100, a gęstość zaludnienia wynosi 34 osób/km². Na terenie hrabstwa znajduje się 74 285 budynków mieszkalnych o średniej częstości występowania na poziomie 18 budynków/km². 87,15% ludności hrabstwa to ludzie biali, 10,29% to czarni, 0,58% to rdzenni Amerykanie, 0,38% to Azjaci, 0,03% to mieszkańcy z wysp Pacyfiku, 0,54% to ludność innych ras, 1,04% to ludność wywodząca się z dwóch lub większej ilości ras, 1,76% to Hiszpanie lub Latynosi.
W hrabstwie znajdują się 55 336 gospodarstwa domowe, z czego w 31,50% z nich znajdują się dzieci poniżej 18 roku życia. 59,30% gospodarstw domowych tworzą małżeństwa. 10,20% stanowią kobiety bez męża, a 27,20% nie są rodzinami. 23,30% wszystkich gospodarstw składa się z jednej osoby. W 9,50% znajdują się samotne osoby powyżej 65 roku życia. Średnia wielkość gospodarstwa domowego wynosi 2,50 osoby, a średnia wielkość rodziny to 2,95 osoby.
Populacja hrabstwa rozkłada się na 24,40% osób poniżej 18 lat, 7,50% osób z przedziału wiekowego 18-24 lat, 27,70% osób w wieku od 25 do 44 lat, 24,90% w wieku 45-64 lat i 15,50% osób które mają 65 lub więcej lat. Średni wiek mieszkańców to 39 lat. Na każde 100 kobiet przypada 96,20 mężczyzn. Na każde 100 kobiet w wieku 18 lub więcej przypada 93,20 mężczyzn.
Średni roczny dochód w hrabstwie dla gospodarstwa domowego wynosi 40 250 USD, a średni roczny dochód dla rodziny to 47 028 USD. Średni roczny dochód mężczyzny to 34 507 USD, kobiety 23 069 USD. Średni roczny dochód na osobę wynosi 20 826 USD. 10,10% rodzin i 7,60% populacji hrabstwa żyje poniżej minimum socjalnego, z czego 13,10% to osoby poniżej 18 lat, a 8,90% to osoby powyżej 65 roku życia.